# Gnonkourakali
Gnonkourakali è un arrondissement del Benin situato nella città di Nikki (dipartimento di Borgou) con 10.866 abitanti (dato 2006).